# Yourope
Yourope est un magazine d'information consacré à l'Europe diffusé sur la chaîne franco-allemande Arte du 10 janvier 2010 au 17 décembre 2016 tous les samedis à 14 h, et présenté par Andreas Korn.

## Concept
Yourope est un magazine se consacrant aux sujets de société du point de vue des jeunes adultes européens, « ceux qui vivent dans un environnement mondialisé, numérique, en réseau ». Pour chaque sujet abordé, l'émission diffuse les avis d'internautes, de blogueurs et d'européens.

## Historique

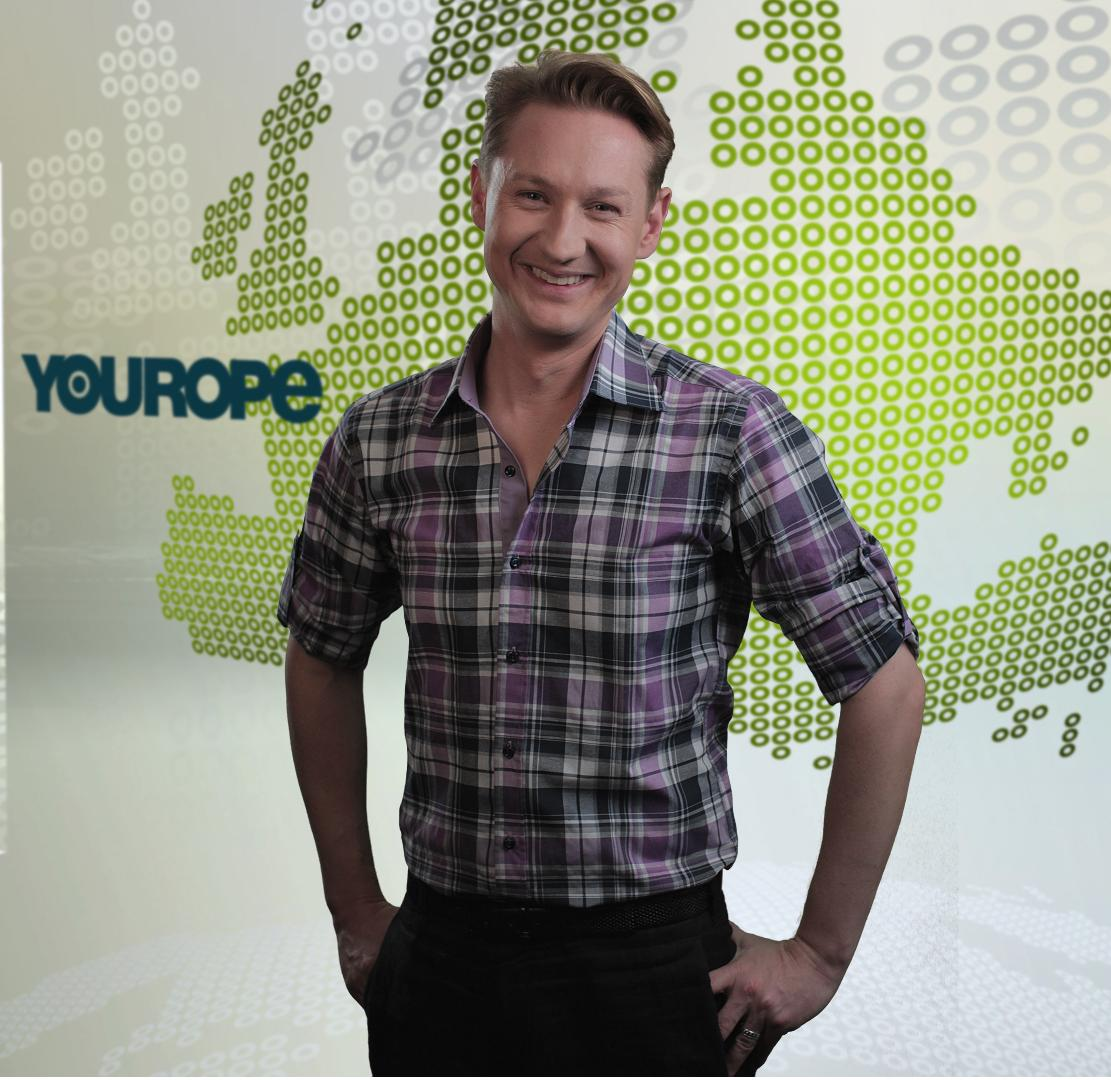
Andreas Korn sur le plateau de Yourope.

Le 10 janvier 2010, la chaîne lance Yourope, un nouveau magazine sur l'Europe diffusé tous les dimanches à 17 h 20 et présenté par l'allemand Andreas Korn.
Plus tard, la diffusion de l'émission est décalée au samedi à 14 h.
Le samedi 17 décembre 2016, Andreas Korn présente le dernier numéro de l'émission.